# Bandarjaya
Bandarjaya is een bestuurslaag in het regentschap Lahat van de provincie Zuid-Sumatra, Indonesië. Bandarjaya telt 808 inwoners (volkstelling 2010).